# 小點吻鱥
小點吻鱥（学名：Rhinichthys osculus）为輻鰭魚綱鯉形目雅羅魚科的其中一種，分布於北美洲加拿大卑詩省、美國西部及墨西哥索諾拉州淡水流域，本魚身體細長，在背鰭之前的最大高度，頭部鈍三角形，嘴下方像吸管一樣，下頜有肉質的唇。整體的顏色灰色或灰褐色有分散的與模糊的較深色的斑紋，通常在側邊的中線之上；下側與腹面略微淡黃色或乳脂色的白色，體長可達11公分，棲息在岩石激流區。